# بنية أم
البنية الأم أو البنية الأصل (بالإنجليزية: Parent structure)‏ هي بنية أبسط عضو في فئة من المركبات التي تُشتق منها مشتقات أخرى عبر استبدال ذرات الهيدروجين بمختلف الجذور الكيميائية. البُنى الأم هي عماد التسمية النظامية [الإنجليزية] وعلى أساسها تصنف المركبات الكيميائية. تملك البنى الأم الرئيسية مجموعة وظيفية واحدة فقط أو لا تملك أي مجموعة وغالبا ما يكون لديها أنواع متعددة من التناظر. البنزين (C6H6) مركب كيميائي يتكون من حلقة سداسية من ذرات كربون مرتبطة بذرات هيدروجين، هو البنية الأم للعديد من المشتقات التي تملك مستبدلات في مكان ذرة هيدروجين واحدة أو أكثر. بعض المركبات الأم غير موجودة في حد ذاتها كما هو الحال بالنسبة للبورفين، رغم وجود العديد من المشتقات البسيطة والمعقدة منه.

بورفيرينات
بورفين هو المركب الأصل للبورفيرينات.
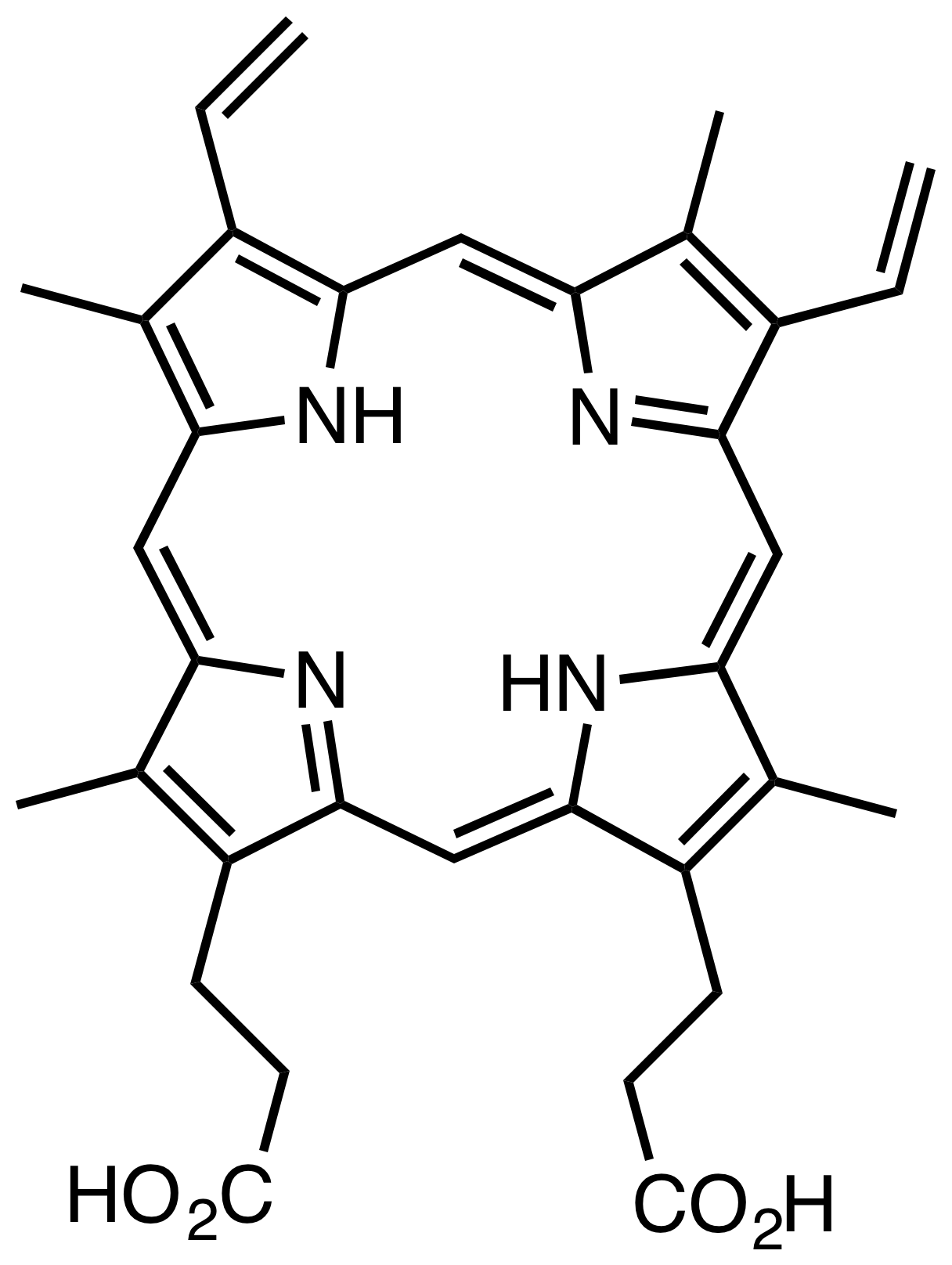
بروتوبورفيرين 9 مشتق طبيعي من المركب الأصل بورفين.
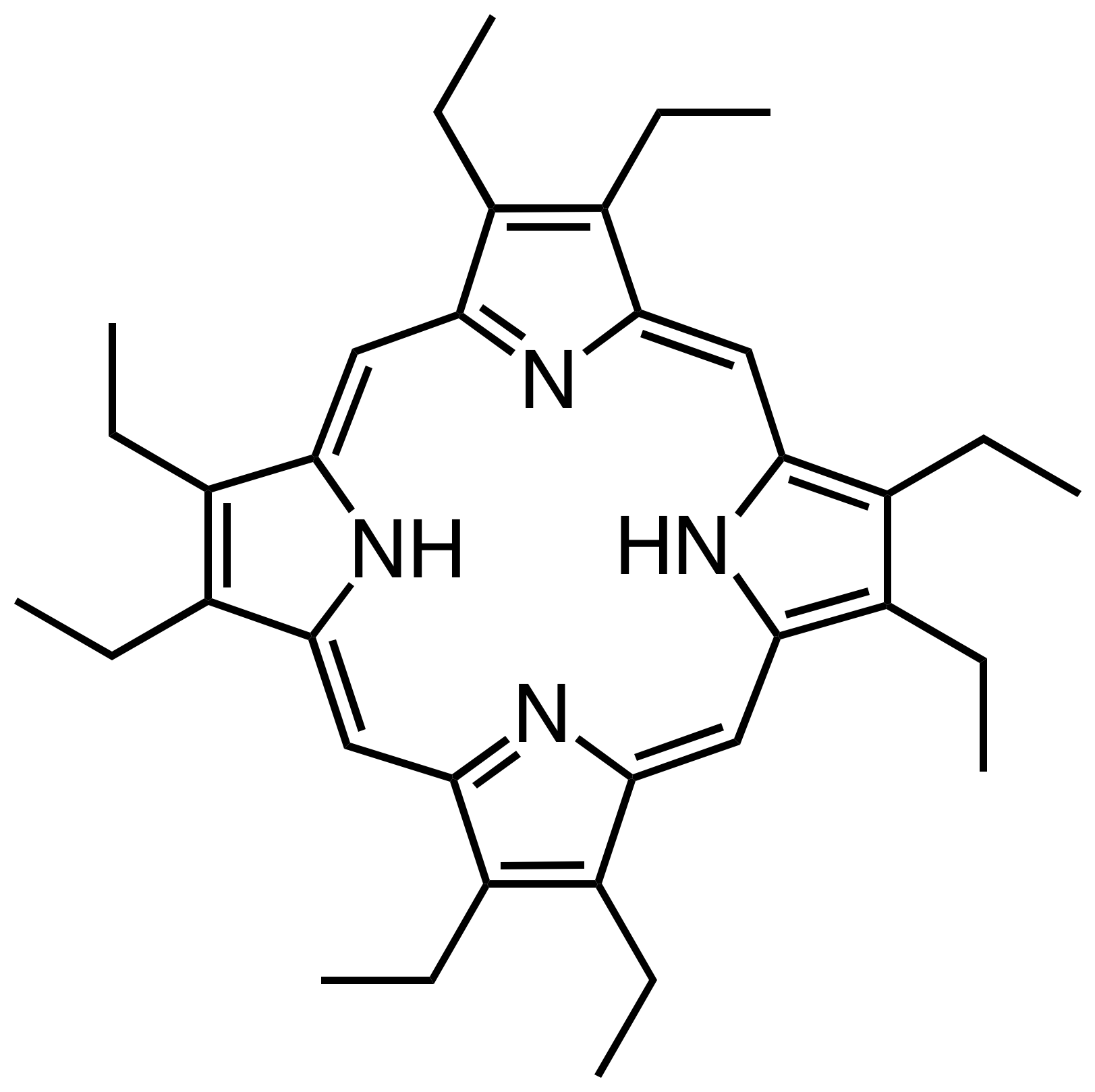
ثماني إيثيل بورفيرين [الإنجليزية] مشتق اصطناعي من المركب الأصل بورفين.

## تعريفات الإيوباك
وفقا للاتحاد الدولي للكيمياء البحتة والتطبيقية مفهوم البنية الأم قريب الصلة أو مطابق للمركب الأصل أو الإسم الأصل أو ببساطة الأصل

### المركبات العضوية الأم
تتكون هذه الفئة من سلسلة غير متفرعة من الذرات، أو تتكون أنظمة حلقات مفردة أو متعددة [الإنجليزية] غير مستبدَلة. تسمى البنى الأم التي تحمل واحدة أو أكثر من المجموعات الوظيفية التي لم يُشر إليها تحديدا بلاحقة بالبنى الأم الوظيفية. أسماء البنى الأم مستخدمة في تسمية الإيوباك كأساس للتسميات النظامية.

### مركبات الهيدريد الأم
الهيدريد الأصل [الإنجليزية] هو بنية أم تحتوي ذرة هيدروجين واحدة أو أكثر. تملك الهيدريدات الأصل عددا قياسيا معرفا من ذرات الهيدروجين مرتبطة ببنية هيكلية. تُستخدم الهيدريدات الأصل بتواتر في تسمية المركبات العضوية، وتُستخدم كذلك في الكيمياء اللاعضوية.

فوسفين هو المركب الأصل للفوسفينات.
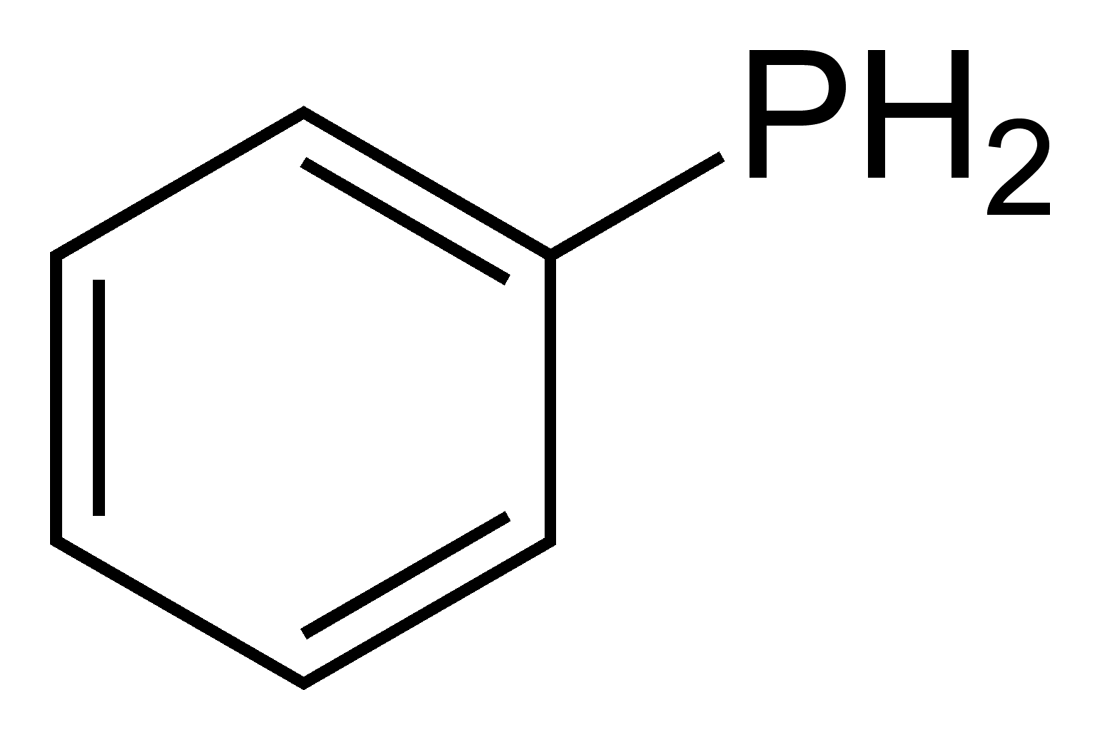
فينيل فوسفين [الإنجليزية] مشتق من المركب الأصل فوسفين.
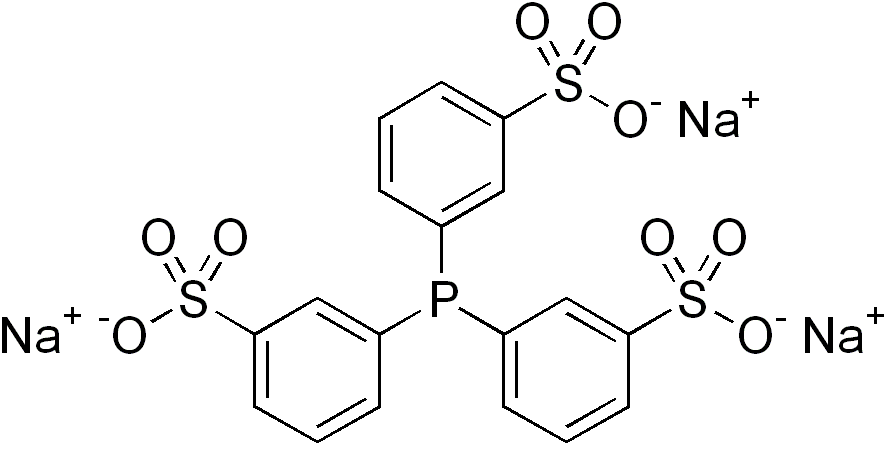
ملح ثلاثي (3-سلفوفينيل) فوسفين ثلاثي الصوديوم [الإنجليزية] مشتق من المركب الأصل فوسفين.

## هوامش
1. ↑  من المرادفات كذلك المركب الأم أو المركب الأساسي[1] أو المركب الأصل[2] (بالإنجليزية: parent compound)‏ .